# يوريه فيرت
يوريه فيرت (بالأوكرانية: Вірт Юрій Миколайович)‏ (4 مايو 1974 بلفيف في أوكرانيا - ) هو لاعب كرة قدم أوكراني في مركز حراسة المرمى. شارك مع منتخب أوكرانيا لكرة القدم. أما مع النوادي، فقد لعب مع ميتالورغ دونيتسك ونادي شاختار دونيتسك وFC Lviv ‏ وFC Skala Stryi (1911) ‏ وFC Borysfen Boryspil ‏.

## وصلات خارجية
- يوريه فيرت على موقع اتحاد أوكرانيا (الإنجليزية)
- يوريه فيرت على موقع قاعدة بيانات كرة القدم.إي يو (الإنجليزية)
- يوريه فيرت على موقع ناشيونال فوتبول تيمز (الإنجليزية)
- يوريه فيرت على موقع Soccerway.com (الإنجليزية)
- يوريه فيرت على موقع عالم كرة القدم.نت (الإنجليزية)